# ATP World Tour 2009
ATP World Tour 2009 er den 20. udgave af ATP Tour, som administreres af Association of Tennis Professionals (ATP). ATP World Tour 2009 består af fire Grand Slam-turneringer, som arrangeres af International Tennis Federation (ITF), ni ATP World Tour Masters 1000-turneringer, 11 ATP World Tour 500-turneringer, 40 ATP World Tour 250-turneringer, ATP World Team Championship, Davis Cup (arrangeret af ITF) samt ATP World Tour Finals.

## Turneringer

### Kategorier
ATP World Tour 2009 består af følgende kategorier af turneringer:
| Turneringskategori          | Antal | Samlet præmiesum          | Ranglistepoint til vinderen | Arrangør  |
| --------------------------- | ----- | ------------------------- | --------------------------- | --------- |
| Grand slam                  | 4     |                           | 2.000                       | ITF       |
| ATP World Tour Finals       | 1     | $ 5.000.000               | 1.100-1.500                 | ATP & ITF |
| ATP World Tour Masters 1000 | 9     | $ 3.000.000 - $ 5.250.000 | 1.000                       | ATP       |
| ATP World Tour 500          | 11    | $ 1.226.500 - $ 3.337.000 | 500                         | ATP       |
| ATP World Tour 250          | 40    | $ 450.000 - $ 1.110.250   | 250                         | ATP       |
| ATP World Team Cup          | 1     | $ 1.750.000               | -                           | ATP       |
| Davis Cup                   | 1     |                           | -                           | ITF       |

### Kalender
| Uge | Dato          | Værtsby                              | Turnering                                       | Kategori                            | Præmiesum                           | Vinder                |
| --- | ------------- | ------------------------------------ | ----------------------------------------------- | ----------------------------------- | ----------------------------------- | --------------------- |
| 2   | 5. januar     | Doha                                 | Qatar ExxonMobil Open                           | ATP World Tour 250                  | $ 1.110.250                         | Andy Murray           |
| 2   | 5. januar     | Brisbane                             | Brisbane International                          | ATP World Tour 250                  | 0.$ 484.750                         | Radek Štěpánek        |
| 2   | 5. januar     | Chennai                              | Chennai Open                                    | ATP World Tour 250                  | 0.$ 450.000                         | Marin Cilic           |
| 3   | 12. januar    | Sydney                               | Medibank International                          | ATP World Tour 250                  | 0.$ 484.750                         | David Nalbandian      |
| 3   | 12. januar    | Auckland                             | Heineken Open                                   | ATP World Tour 250                  | 0.$ 480.750                         | Juan Martín del Potro |
| 4   | 19. januar    | Melbourne                            | Australian Open                                 | Grand slam                          | A$ 10.142.240                       | Rafael Nadal          |
| 5   | 26. januar    | Melbourne                            | Australian Open                                 | Grand slam                          | A$ 10.142.240                       |                       |
| 6   | 2. februar    | Johannesburg                         | SA Tennis Open                                  | ATP World Tour 250                  | 0.$ 500.000                         |                       |
| 6   | 2. februar    | Viña del Mar                         | Movistar Open                                   | ATP World Tour 250                  | 0.$ 496.750                         |                       |
| 6   | 2. februar    | Zagreb                               | PBZ Zagreb Indoors                              | ATP World Tour 250                  | 0.€ 450.000                         |                       |
| 7   | 9. februar    | Rotterdam                            | ABN AMRO World Tennis Tournament                | ATP World Tour 500                  | € 1.445.000                         |                       |
| 7   | 9. februar    | San Jose                             | SAP Open                                        | ATP World Tour 250                  | 0.$ 600.000                         |                       |
| 7   | 9. februar    | Costa do Sauípe                      | Brasil Open                                     | ATP World Tour 250                  | 0.$ 562.500                         |                       |
| 8   | 16. februar   | Memphis                              | Regions Morgan Keegan Championships             | ATP World Tour 500                  | $ 1.226.500                         |                       |
| 8   | 16. februar   | Buenos Aires                         | Copa Telmex                                     | ATP World Tour 250                  | 0.$ 600.000                         |                       |
| 8   | 16. februar   | Marseille                            | Open 13                                         | ATP World Tour 250                  | 0.€ 576.000                         |                       |
| 9   | 23. februar   | Dubai                                | Barclays Dubai Tennis Championships             | ATP World Tour 500                  | $ 2.233.000                         |                       |
| 9   | 23. februar   | Acapulco                             | Abierto Mexicano Telcel                         | ATP World Tour 500                  | $ 1.226.500                         |                       |
| 9   | 23. februar   | Delray Beach                         | Delray Beach International Tennis Championships | ATP World Tour 250                  | 0.$ 500.000                         |                       |
| 10  | 2. marts      |                                      | Davis Cup, World Group 1. runde                 | Davis Cup, World Group 1. runde     | Davis Cup, World Group 1. runde     |                       |
| 11  | 12. marts     | Indian Wells                         | BNP Paribas Open                                | ATP World Tour Masters 1000         | $ 4.500.000                         |                       |
| 12  | 17. marts     | Indian Wells                         | BNP Paribas Open                                | ATP World Tour Masters 1000         | $ 4.500.000                         |                       |
| 13  | 25. marts     | Miami                                | Sony Ericsson Open                              | ATP World Tour Masters 1000         | $ 4.500.000                         |                       |
| 14  | 30. marts     | Miami                                | Sony Ericsson Open                              | ATP World Tour Masters 1000         | $ 4.500.000                         |                       |
| 15  | 6. april      | Houston                              | U.S. Men's Clay Court Championships 2009        | ATP World Tour 250                  | 0.$ 500.000                         |                       |
| 15  | 6. april      | Casablanca                           | Grand Prix Hassan II                            | ATP World Tour 250                  | 0.€ 450.000                         |                       |
| 16  | 13. april     | Monte Carlo                          | Monte Carlo Rolex Masters                       | ATP World Tour Masters 1000         | € 2.750.000                         |                       |
| 17  | 20. april     | Barcelona                            | Barcelona Open Banco Sabadell                   | ATP World Tour 500                  | € 1.995.000                         |                       |
| 18  | 27. april     | Rom                                  | Internazionali BNL d'Italia                     | ATP World Tour Masters 1000         | € 2.750.000                         |                       |
| 19  | 3. maj        | Beograd                              | Serbia Open                                     | ATP World Tour 250                  | 0.$ 450.000                         |                       |
| 19  | 3. maj        | Estoril                              | Estoril Open                                    | ATP World Tour 250                  | 0.$ 450.000                         |                       |
| 19  | 3. maj        | München                              | BMW Open                                        | ATP World Tour 250                  | 0.€ 450.000                         |                       |
| 20  | 10. maj       | Madrid                               | Mutua Madrileña Madrid Open                     | ATP World Tour Masters 1000         | € 3.700.000                         |                       |
| 21  | 17. maj       | Düsseldorf                           | ARAG ATP World Team Championship                | ATP World Team Championship         | € 1.351.000                         |                       |
| 21  | 17. maj       | Pörtschach                           | The Hypo Group Tennis International             | ATP World Tour 250                  | 0.€ 450.000                         |                       |
| 22  | 25. maj       | Paris                                | French Open                                     | Grand slam                          | € 7.322.320                         |                       |
| 23  | 1. juni       | Paris                                | French Open                                     | Grand slam                          | € 7.322.320                         |                       |
| 24  | 8. juni       | London                               | AEGON Championships                             | ATP World Tour 250                  | 0.€ 750.000                         |                       |
| 24  | 8. juni       | Halle                                | Gerry Weber Open                                | ATP World Tour 250                  | 0.€ 750.000                         |                       |
| 25  | 14. juni      | Eastbourne                           | AEGON International                             | ATP World Tour 250                  | 0.€ 450.000                         |                       |
| 25  | 14. juni      | 's-Hertogenbosch                     | Ordina Open                                     | ATP World Tour 250                  | 0.€ 450.000                         |                       |
| 26  | 22. juni      | London                               | Wimbledon Championships                         | Grand slam                          | £ 5.616.600                         |                       |
| 27  | 29. juni      | London                               | Wimbledon Championships                         | Grand slam                          | £ 5.616.600                         |                       |
| 28  | 6. juli       | Newport                              | Campbell's Hall of Fame Tennis Championships    | ATP World Tour 250                  | 0.$ 500.000                         |                       |
| 28  | 6. juli       | Davis Cup, World Group, kvartfinaler |                                                 |                                     |                                     |                       |
| 29  | 13. juli      | Båstad                               | Catella Swedish Open                            | ATP World Tour 250                  | 0.€ 450.000                         |                       |
| 29  | 13. juli      | Stuttgart                            | MercedesCup                                     | ATP World Tour 250                  | 0.€ 450.000                         |                       |
| 30  | 20. juli      | Hamburg                              | German Open Hamburg                             | ATP World Tour 500                  | € 1.115.000                         |                       |
| 30  | 20. juli      | Indianapolis                         | Indianapolis Tennis Championships               | ATP World Tour 250                  | 0.$ 600.000                         |                       |
| 31  | 27. juli      | Los Angeles                          | Countrywide Classic                             | ATP World Tour 250                  | 0.$ 700.000                         |                       |
| 31  | 27. juli      | Gstaad                               | Allianz Suisse Open Gstaad                      | ATP World Tour 250                  | 0.€ 450.000                         |                       |
| 31  | 27. juli      | Umag                                 | ATP Studena Croatia Open Umag                   | ATP World Tour 250                  | 0.€ 450.000                         |                       |
| 32  | 2. august     | Washington                           | Legg Mason Tennis Classic                       | ATP World Tour 500                  | $ 1.402.000                         |                       |
| 33  | 10. august    | Montréal                             | Rogers Cup                                      | ATP World Tour Masters 1000         | $ 3.000.000                         |                       |
| 34  | 16. august    | Cincinnati                           | Western & Southern Financial Group Masters      | ATP World Tour Masters 1000         | $ 3.000.000                         |                       |
| 35  | 23. august    | New Haven                            | Pilot Pen Tennis                                | ATP World Tour 250                  | 0.$ 750.000                         |                       |
| 36  | 31. august    | New York                             | US Open                                         | Grand slam                          |                                     |                       |
| 37  | 7. september  | New York                             | US Open                                         | Grand slam                          |                                     |                       |
| 38  | 14. september |                                      | Davis Cup, World Group, semifinaler             | Davis Cup, World Group, semifinaler | Davis Cup, World Group, semifinaler |                       |
| 39  | 21. september | Metz                                 | Open de Moselle                                 | ATP World Tour 250                  | 0.€ 450.000                         |                       |
| 39  | 21. september | Bukarest                             | BCR Open Romania                                | ATP World Tour 250                  | 0.€ 450.000                         |                       |
| 40  | 28. september | Bangkok                              | Thailand Open                                   | ATP World Tour 250                  | 0.$ 608.500                         |                       |
| 41  | 5. oktober    | Beijing                              | China Open                                      | ATP World Tour 500                  | $ 3.337.000                         |                       |
| 41  | 5. oktober    | Tokyo                                | Japan Open                                      | ATP World Tour 500                  | $ 1.226.500                         |                       |
| 42  | 12. oktober   | Shanghai                             | Shanghai ATP Masters 1000 p/b Rolex             | ATP World Tour Masters 1000         | $ 5.250.000                         |                       |
| 43  | 19. oktober   | Moskva                               | Kremlin Cup                                     | ATP World Tour 250                  | $ 1.080.500                         |                       |
| 43  | 19. oktober   | Stockholm                            | If Stockholm Open                               | ATP World Tour 250                  | 0.€ 600.000                         |                       |
| 44  | 26. oktober   | Lyon                                 | Grand Prix de Tennis de Lyon                    | ATP World Tour 250                  | 0.€ 766.750                         |                       |
| 44  | 26. oktober   | Skt. Petersborg                      | St. Petersburg Open                             | ATP World Tour 250                  | 0.€ 750.000                         |                       |
| 44  | 26. oktober   | Wien                                 | Bank Austria-TennisTrophy                       | ATP World Tour 250                  | 0.€ 650.000                         |                       |
| 45  | 2. november   | Valencia                             | Valencia Open 500                               | ATP World Tour 500                  | € 2.019.000                         |                       |
| 45  | 2. november   | Basel                                | Davidoff Swiss Indoors                          | ATP World Tour 500                  | € 1.755.000                         |                       |
| 46  | 8. november   | Paris                                | BNP Paribas Masters                             | ATP World Tour Masters 1000         | $ 5.250.000                         |                       |
| 48  | 22. november  | London                               | Barclays ATP World Tour Finals                  | ATP World Tour Finals               |                                     |                       |
| 49  | 30. november  | ?                                    | Davis Cup, World Group, finale                  | Davis Cup, World Group, finale      | Davis Cup, World Group, finale      |                       |